# Majoni Plastics
Majoni Plastics ist ein niederländisches Unternehmen und war ein Hersteller von Automobilen.

## Unternehmensgeschichte
Das Unternehmen wurde 1952 in Kesteren zur Produktion von Kunststoffen gegründet. 1962 begann die Produktion von Booten und Buggys. Außerdem entwarf das Unternehmen einen Stahlrahmen für das Buggymodell Maplex Scorpion von Scorpion International.

## Automobile
Das einzige Modell Euro Buggy war ein Buggy mit stromlinienförmiger Front, entworfen von Huub Kortekaas.